# Yaguaí
Yaguaí es un cuento del escritor uruguayo Horacio Quiroga, publicado en el libro Cuentos de amor de locura y de muerte en 1917.

## Resumen
Un fox-terrier llamado Yaguaí, pacífico, vive para cazar animales pequeños. Los humanos, incluido el dueño de la lata, creen que el animal no hace demasiado por su especie. Cuando un trabajador pone a prueba a Yaguaí, no puede seguir al fox-terrier. Lamentablemente, el pobre protagonista de la historia es alcanzado por un bala que su amo dispara confundiéndolo con un perro ladrón, acabando con su vida.

## Personajes
Hay tres personajes principales : Yaguaí (perro Fox-terrier), Cooper (dueño de Yaguaí) y Fragoso (amigo de Cooper).
Hay dos personajes secundarios : Peón y Julia (hija de Cooper).

## Tiempo y espacio
La historia se desarrolla en la provincia de Misiones, Argentina y en el río Yabebirí